# Kinesisk förgätmigej
Kinesisk förgätmigej (Cynoglossum amabile) är en strävbladig växtart som beskrevs av Otto Stapf och Drummond. Enligt Catalogue of Life ingår Kinesisk förgätmigej i släktet hundtungor och familjen strävbladiga växter, men enligt Dyntaxa är tillhörigheten istället släktet hundtungor och familjen strävbladiga växter. Arten förekommer tillfälligt i Sverige, men reproducerar sig inte.

## Underarter
Arten delas in i följande underarter:
- C. a. leucanthum
- C. a. pauciglochidiatum

## Bildgalleri

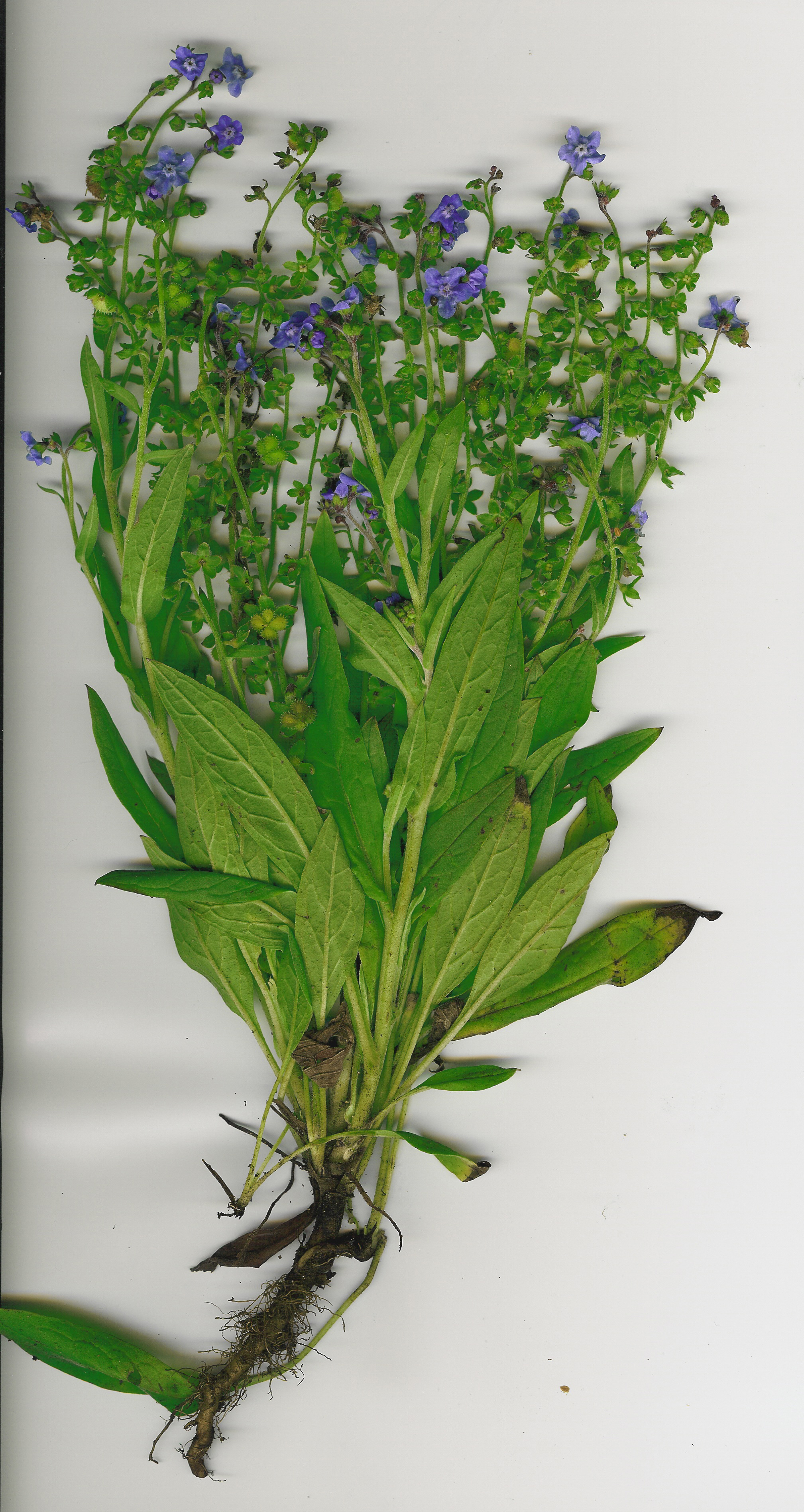
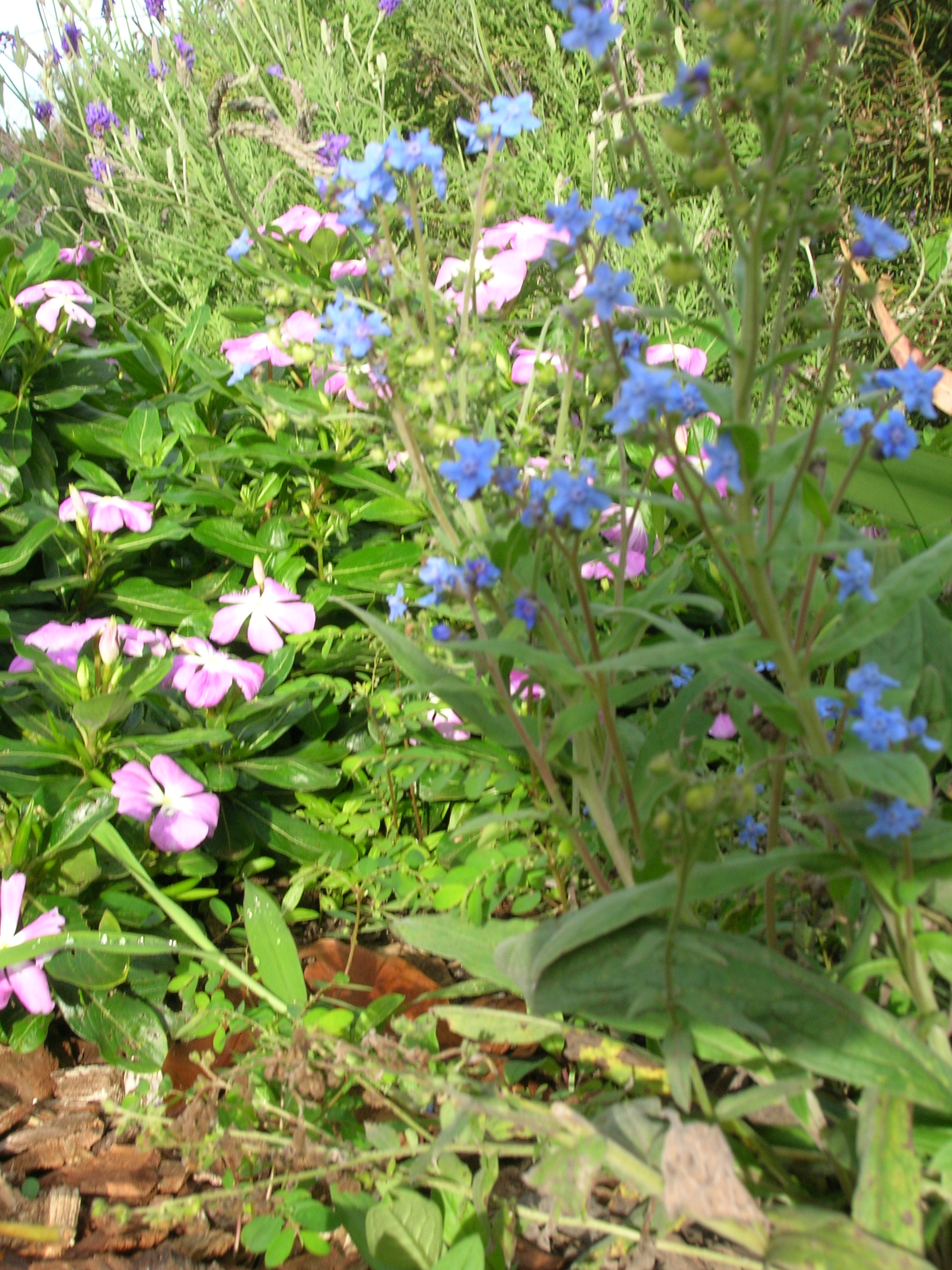
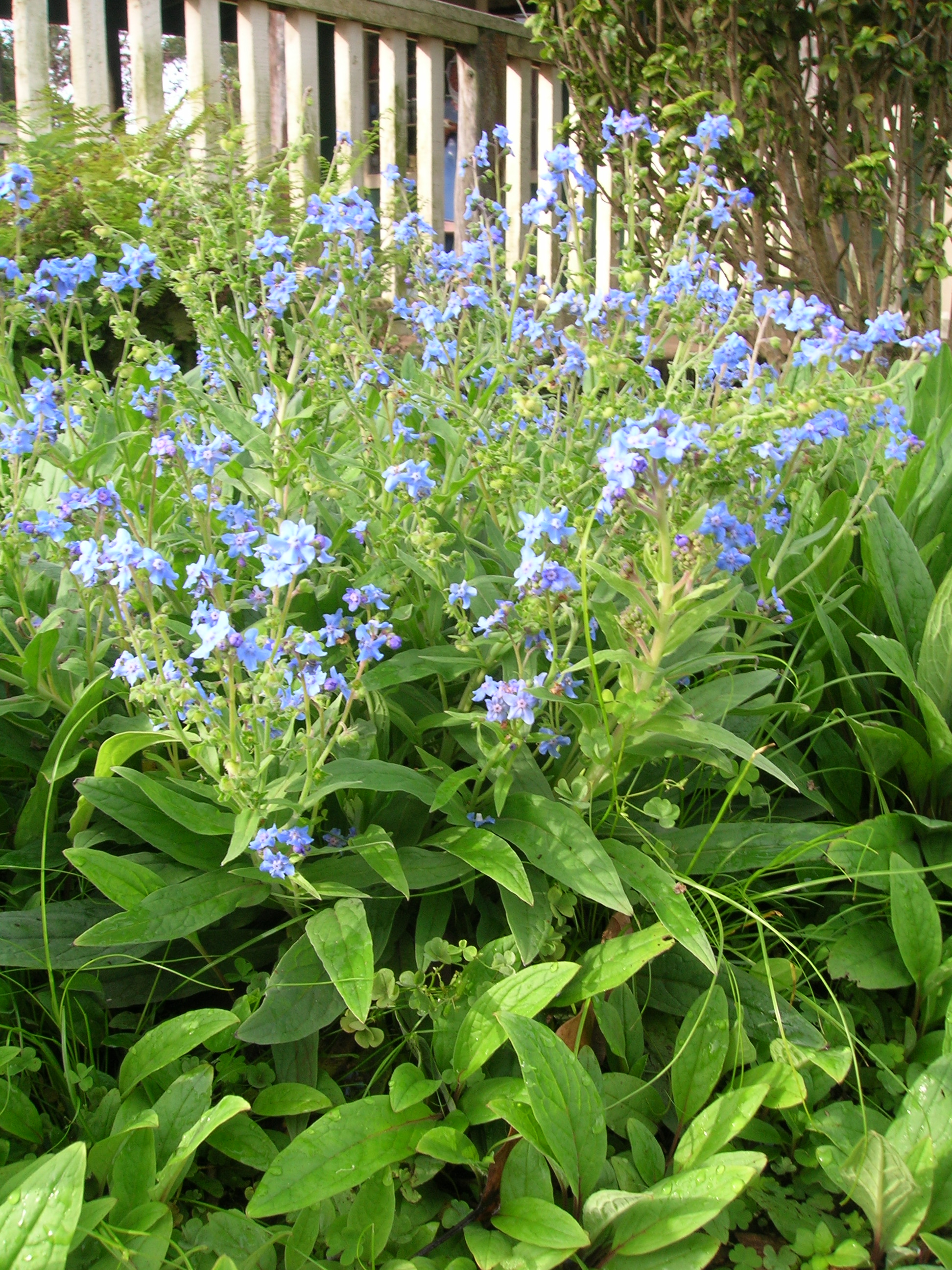
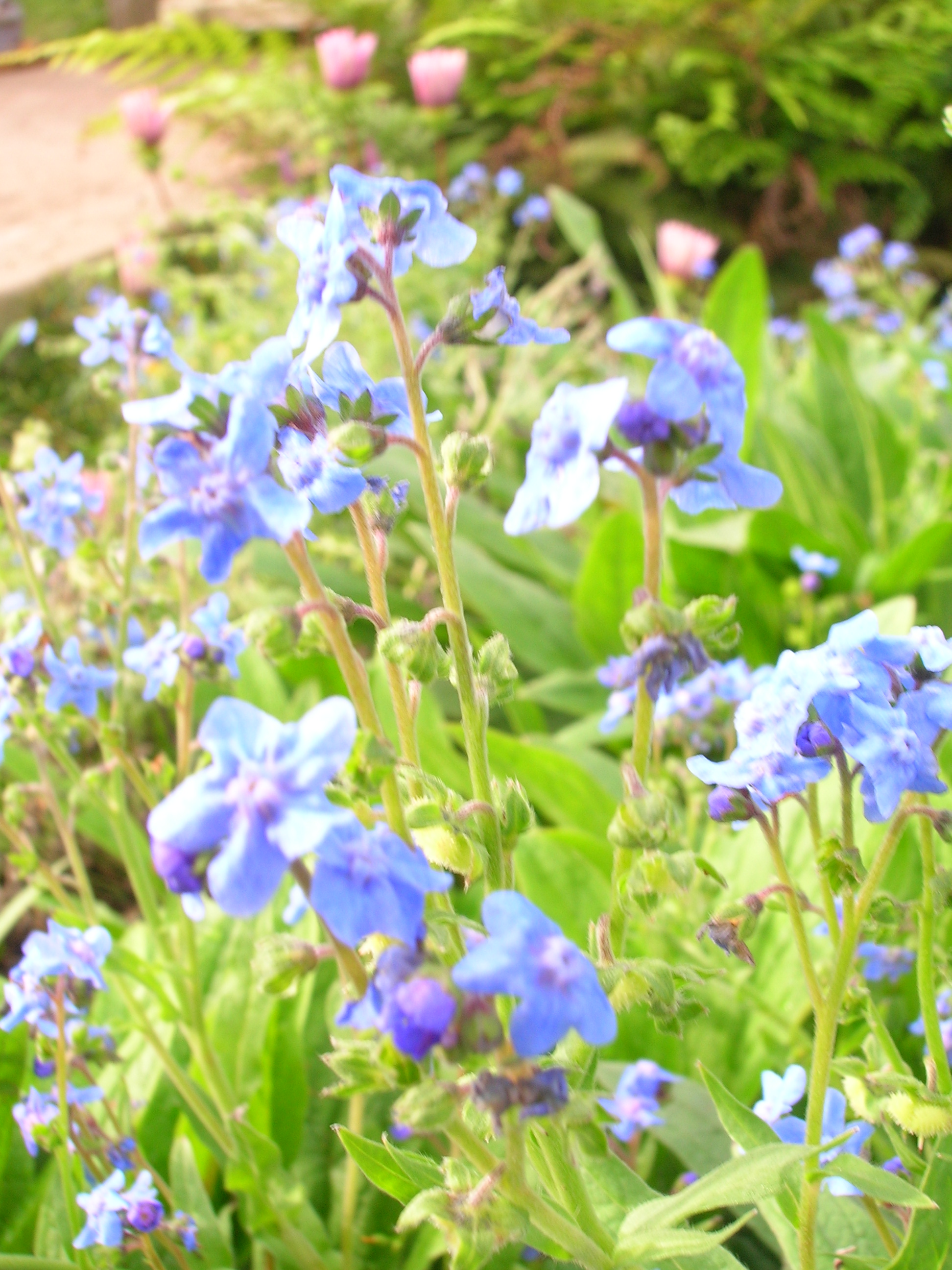
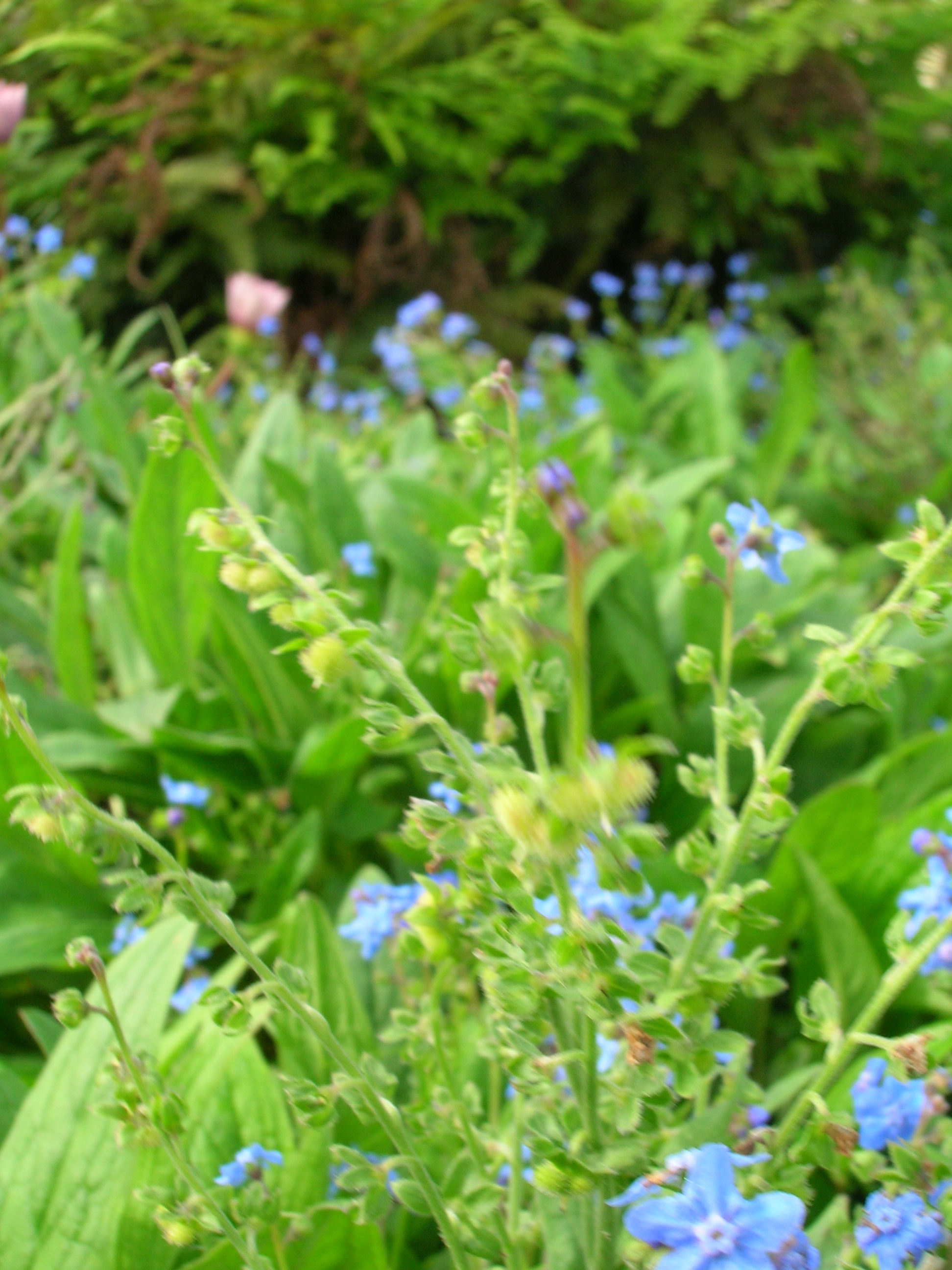
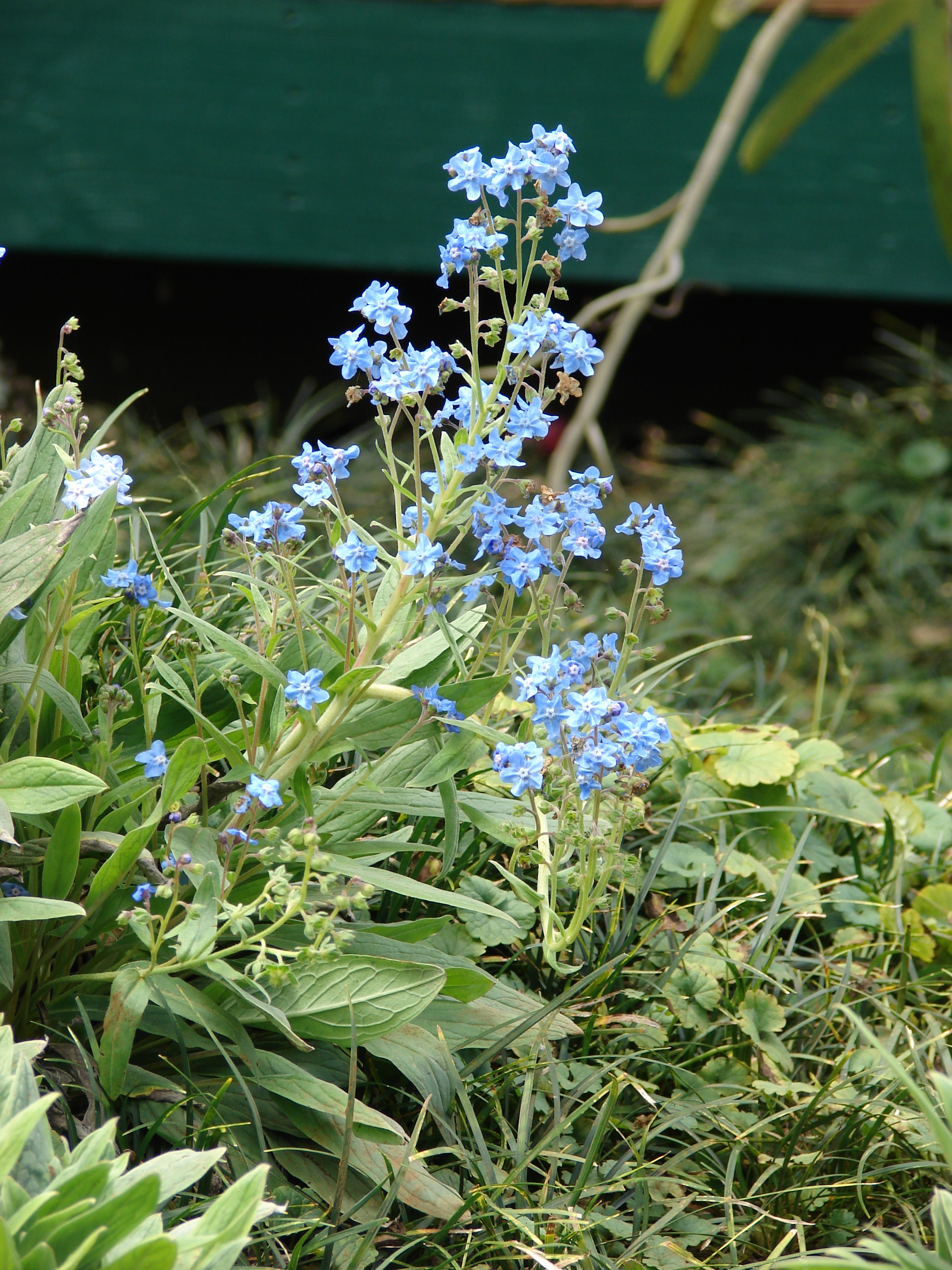